# Eisenbahnbrücke Piacenza
Die Eisenbahnbrücke Piacenza führt die Bahnstrecke Mailand–Bologna unmittelbar nördlich der oberitalienischen Stadt Piacenza über den Po. Ihre Vorgängerin war die erste eiserne Brücke über den Po.
Etwa 170 m stromaufwärts steht die Straßenbrücke der SS9 Via Emilia, 2,6 km stromabwärts quert die Autostrada A1 den Po und etwa 4,3 km stromabwärts steht die Schrägseilbrücke der Schnellfahrstrecke Mailand–Bologna.

## Geschichte
Mitte des 19. Jahrhunderts war die Entwicklung des italienischen Eisenbahnnetzes noch in den Anfängen. Es gab nur zwei Eisenbahnbrücken über den Po, eine vergleichsweise kleine Steinbogenbrücke in Moncalieri nahe Turin sowie die Brücke bei Valenza zwischen Alessandria und Novara mit 21 Steinbögen. Um das Königreich Lombardo-Venetien mit der Toscana zu verbinden, wurde 1851 zwischen dem Kaisertum Österreich und seinen norditalienischen Nachbarn der Bau der Strecke zwischen Mailand und Bologna vereinbart und die Società Anonima per la Strada Ferrata dell’Italia Centrale gegründet, aber die Arbeiten kamen wegen Geldmangel nicht in Gang. Die Konzession wurde deshalb 1856 an die neu gegründete Lombardisch-venetianische und central-italienische Eisenbahn-Gesellschaft (LVCI) übertragen, die von den Rothschildbanken in Wien, Paris und London und einer Reihe Finanziers aus Wien, Genua, Mailand, Livorno, Paris und London gegründet worden war.
Die Strecke von Bologna nach Piacenza wurde schnell gebaut und am 4. Juli 1859 eröffnet, auch wenn sie noch nicht ganz fertig war.
Inzwischen hatte der Zweite italienische Unabhängigkeitskrieg mit der Schlacht von Solferino am 24. Juni 1859 die Verhältnisse insofern geändert, als die Lombardei an das Königreich Sardinien gelangte, das bezüglich der Strecken in der Lombardei in die Verträge mit der Eisenbahngesellschaft eintrat.

### Gitterträgerbrücke (1861)

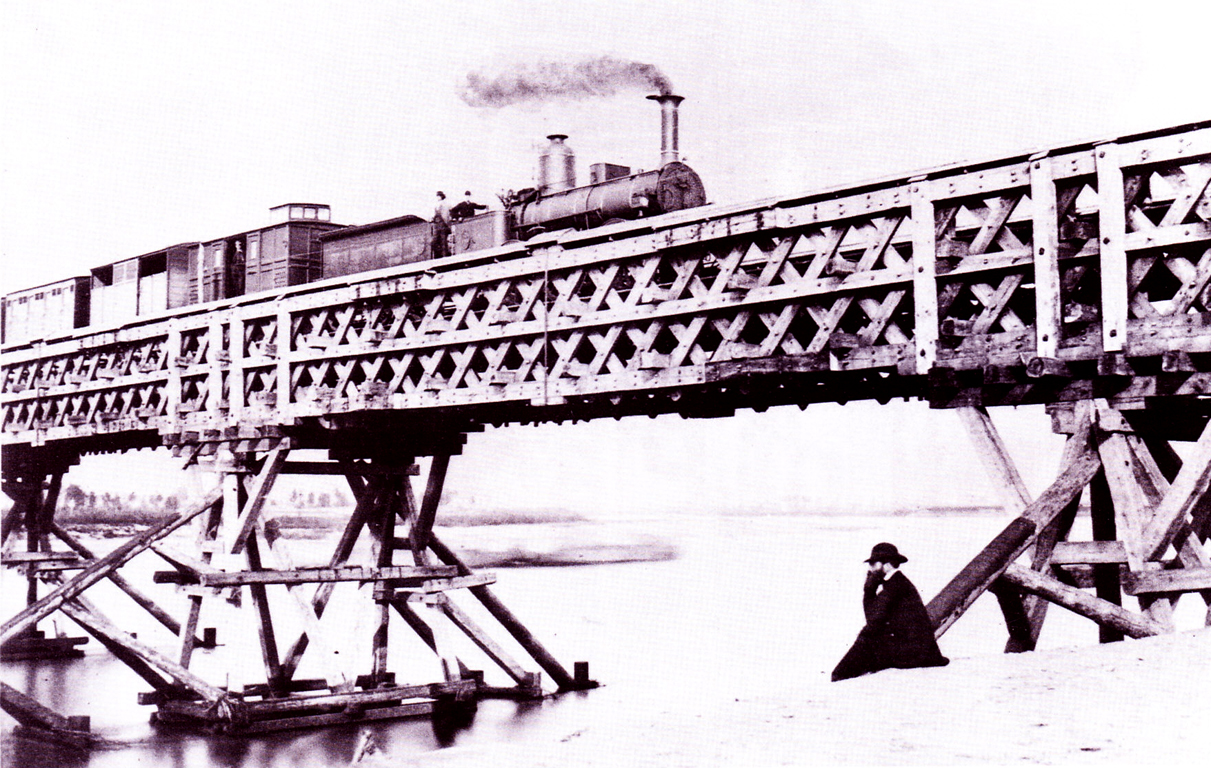
Die hölzerne Gitterträgerbrücke

Um die Strecke so schnell wie möglich fertigzustellen und die dringend benötigten Einnahmen zu erzielen, wurde zunächst eine provisorische eingleisige hölzerne Pfahljochbrücke all americana gebaut und im November 1861 eröffnet. Es war die erste Gitterträgerbrücke in Italien, aber schon 1846 war in Maribor, dem damaligen Marburg an der Drau, die von Carl Ghega für die Südbahn entworfene Eisenbahnbrücke eröffnet worden. Ghega hatte diese Bauweise auf seiner kurz zuvor unternommenen Studienreise in die USA kennengelernt. Die insgesamt 579,89 m lange eingleisige Brücke bestand aus der 268,04 m langen Hauptbrücke über den Fluss und einer 311,85 m langen Vorlandbrücke. Die Hauptbrücke hatte elf Öffnungen mit Pfeilerachsabständen von 20,62 + 10×25,20 + 20,62 m. Ihre Gitterträger standen im seitlichen Abstand von 4,50 m und waren 2,90 m hoch. Die Vorlandbrücke über dem Hochwasserbett bestand aus 33 einfachen, viel kürzeren Trägern.
Im Oktober 1863 wurde die Brücke durch ein Hochwasser des Po zerstört, das auch die bereits begonnenen Arbeiten an der endgültigen Brücke beschädigte. Die hölzerne Brücke wurde schnell wieder aufgebaut.

### Gitterträgerbrücke (1865)

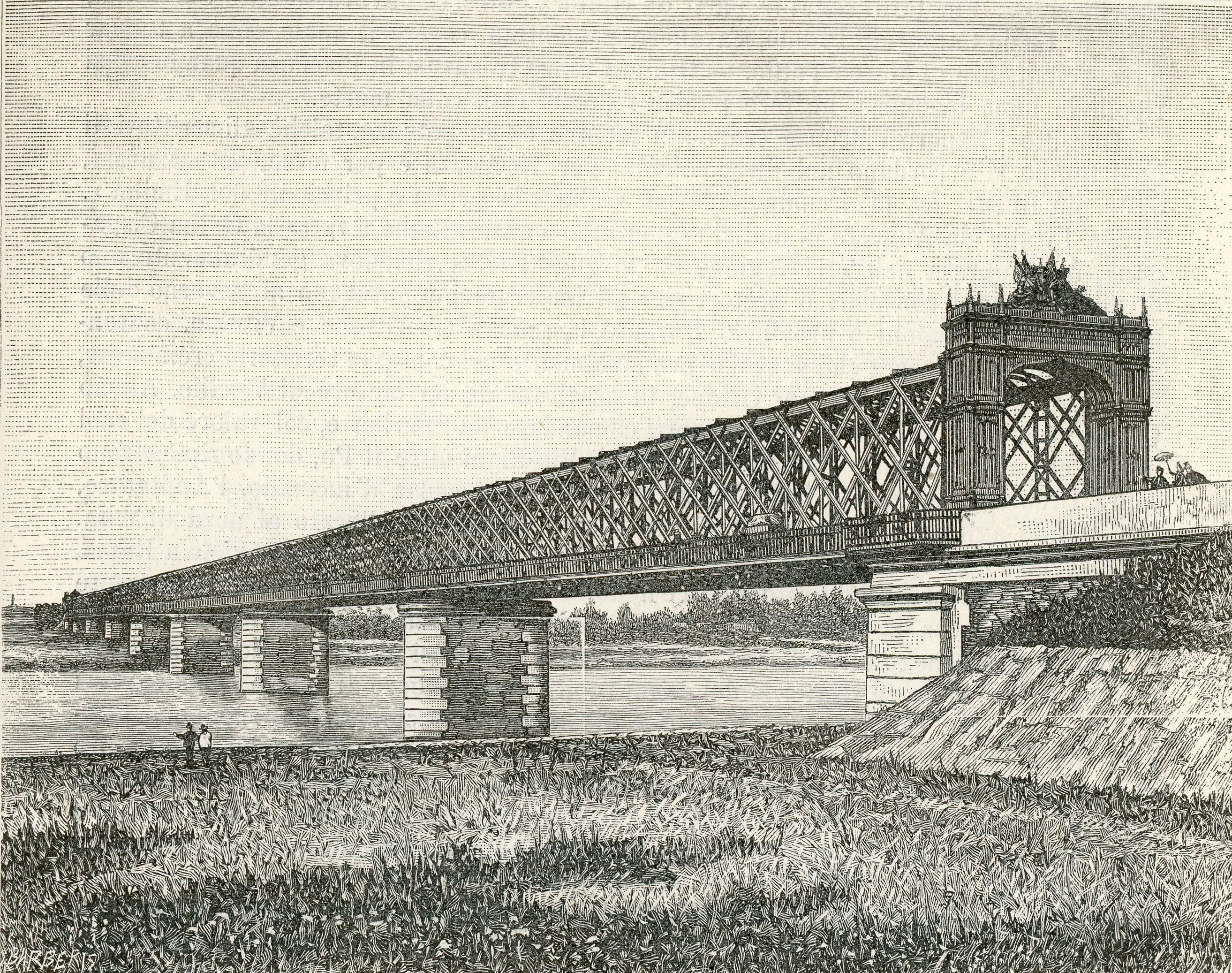
Die eiserne Gitterträgerbrücke

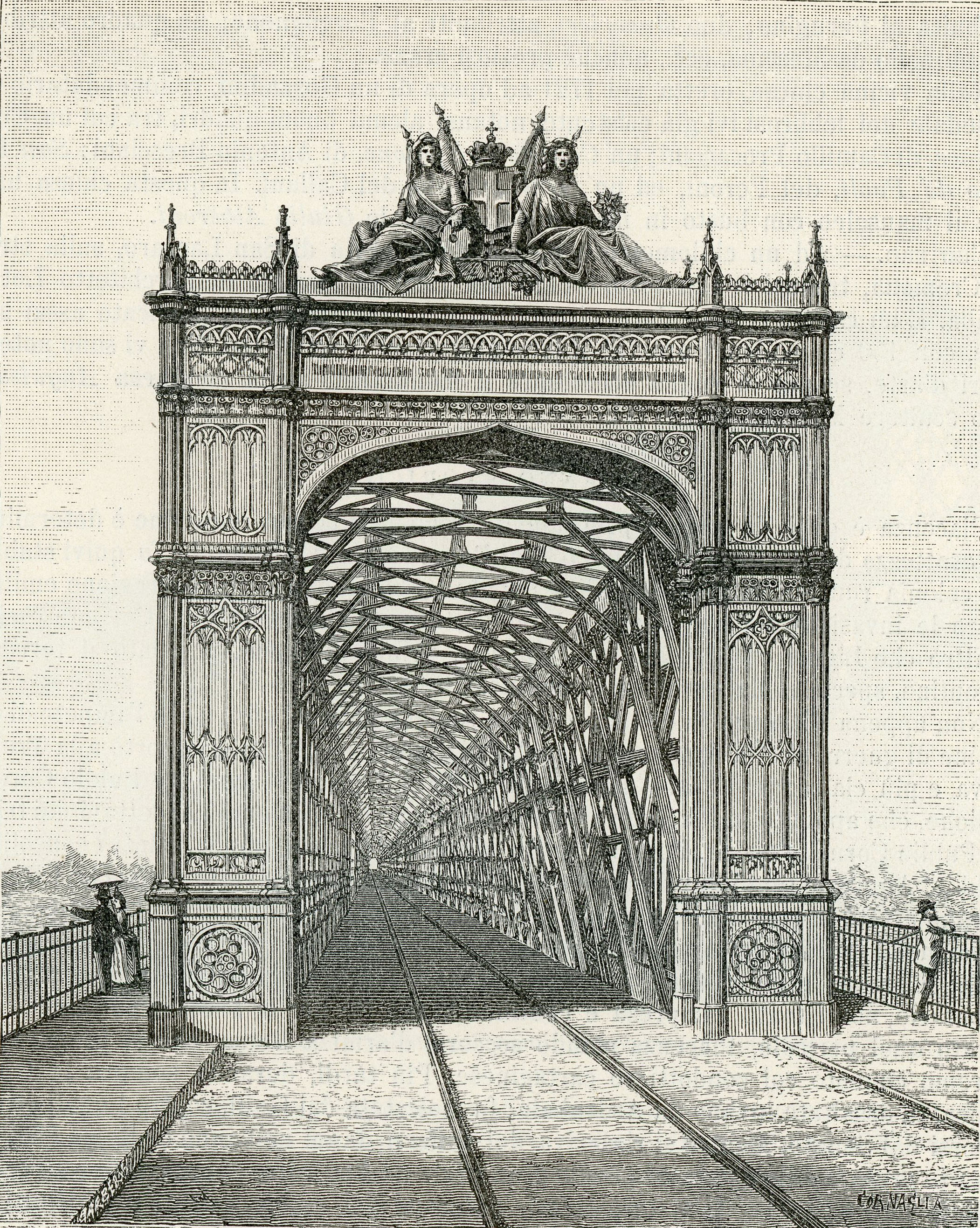
Portal der Gitterträgerbrücke (1865)

1863 begann man neben der hölzernen mit dem Bau der endgültigen Brücke. Die eingleisige schmiedeeiserne Gitterträgerbrücke hatte, dem Geschmack der Zeit entsprechend, gusseiserne Portale und an beiden Seiten außen angebrachte Gehwege. Ihre Mauerwerkspfeiler wurden bis zu 18 m tief gegründet, dabei wurden erstmals in Italien Caissons eingesetzt.
Die von dem belgisch-französischen Unternehmen Parent, Schaken, Caillet et Cie. aus Lille entworfene und gelieferte Konstruktion war 577,80 m lang und hatte acht Öffnungen mit Pfeilerachsabständen von 62,10 + 6×75,60 + 62,10 m. Die lichten Weiten zwischen den Pfeilern betrugen 59,40 m und 72,90 m.
Die Brücke wurde im Juni 1865 in Gegenwart von König Vittorio Emanuele II. feierlich eingeweiht.

### Fachwerkbrücke (1931)
Der zunehmende Verkehr führte dazu, die Strecke und damit die Brücke zwischen 1927 und 1931 zweigleisig auszubauen. Neben der alten Brücke wurde eine neue Brücke auf etwas höheren, stärkeren Pfeilern gebaut. Anschließend wurde die alte Brücke demontiert und durch eine zweite ersetzt. Die Fachwerkbrücke aus stählernen Halbparabelträgern war nun 764,10 m lang und hatte elf Öffnungen mit Pfeilerachsabständen von 62,10 + 6×75,60 + 4×62,10 m bzw. mit lichten Weiten von 58,415 + 6×72,03 + 4×58,415 m.
Im Zweiten Weltkrieg wurde sie 1944 und 1945 von den Alliierten mehrmals bombardiert und weitgehend zerstört. Der Wiederaufbau nach dem Krieg wurde im Dezember 1949 abgeschlossen. Die Hochwässer in jüngerer Zeit überstand sie weitgehend unbeschadet; bei dem bisher höchsten Hochwasser am 17. Oktober 2000 reichte der Fluss aber fast bis an die Brückenträger.